# Byåsen IL
Byåsen IL (Byåsen Idrettslag) är en norsk idrottsförening från Trondheim, bildad 30 oktober 1921. Den bedriver verksamhet inom fotboll, gymnastik, handboll, orientering, skidsporter som backhoppning, skidskytte, nordisk kombination, längdskidåkning och cykelsport.

## Byåsen Toppfotboll
Byåsen Toppfotball är en sektion av Byåsen IL. Byåsen spelar nu i 3:e divisionen i Norge, den fjärde nivån av norsk fotboll. Klubben spelade i division 2  år 2019 men blev nedflyttade. Byåsen kom upp division 1 1995, och med Jan Halvor Halvorsen som coach placerade de sig i toppen av serien under slutet på 1990-talet. Närmast uppflyttning kom Byåsen 1998 när man började serien med 7 segrar och målskillnad 19-4. Man avslutade med tre förluster i rad och slutade en poäng bakom Kjelsås som fick spela kval mot Kongsvinger. 1999 drabbades klubben av ekonomiska svårigheter och sedan har det gått sämre rent sportsligt.

## Handboll Byåsen Handboll Elite
Damlaget i handboll spelar under namnet Byåsen HE (Byåsen Håndball Elite, och har blivit norska mästare fyra gånger (motsvarar norska cupen) (1985, 1986, 1988 och 1989) och vunnit seriemästerskapet (motsvarar seriesegrare i Sverige) fem gånger. Klubben har nått semifinalen i Europacupen (nuvarande Champions League) två gånger, 1990 och 1992.

### Spelare i urval
- Kari Aalvik Grimsbø (2005–2010; målvaktstränare 2020–)
- Ida Alstad (2001–2013, 2015–2016, 2016–)
- Bárbara Arenhart (2010–2011)
- Silje Bolset (1996–1999)
- Marit Breivik (tränare, 1988–?)
- Mona Dahle (1990–?)
- Trine Haltvik (1981–1999, 2000–2006)
- Emilie Hegh Arntzen (2014–2017)
- Mia Hermansson Högdahl (1987–1992, 1996–1999)
- Camilla Herrem (2006–2014)
- Elisabeth Hilmo (2001–2002)
- Vigdis Hårsaker (2001–2003, 2005–2009)
- Moa Høgdahl (2014–2018)
- Amanda Kurtović (2010–2011)
- Marit Malm Frafjord (2002–2010)
- Mari Molid (2009–2012)
- Tonje Nøstvold (2005–2008, 2011–2014)
- Terese Pedersen (2011–2014)
- Karin Pettersen (1987–1993)
- Marit Røsberg Jacobsen (2014–2018)
- Annette Skotvoll
- Gøril Snorroeggen (2002–2010)
- Kari Solem Aune (1993–2001)
- Ingrid Steen
- Marta Tomac (2011–2015)
- Raja Toumi (2009–2014)
- Silje Waade (2013–2018)

## Skidsport
Inom längdskidåkning har klubben 7 norska mästerskap i stafett och en titel i sprintstafett. Kända medlemmar är Torbjörn Falkanger backhoppare Tommy Ingebrigtsen backhoppare, Tor-Arne Hetland norsk längdskidåkare, Frode Estil längdskidåkare och OS-guldmedaljör, Lars Berger längdskidåkare och skidskytt, Petter L. Tande tävlande i nordisk kombination och Magnus Hovdal Moan, också tävlande i nordisk kombination. Johannes Høsflot Klæbo tävlar för Byåsen liksom Tore Bjørseth Berdal, segrare i Vasaloppet 2019.

## Orientering
Klubbens mest kända medlem inom orientering är Ellen Sofie Olsvik,  som blev världsmästarinna i stafett 1987 och nordisk mästarinna i stafett 1984. Hon tog även silver i stafett vid VM 1985.